# Митюрине
Митю́рине (крим. Mıtürıne) — селище в Україні, Джанкойського району Автономної Республіки Крим. Населення становить 27 осіб. Орган місцевого самоврядування — Зарічненська сільська рада.

## Географія
Митюрине — маленьке селище в центральній частині району, біля берега одної з обсихаючих заток Сивашу, висота над рівнем моря — 2 м. Найближчі села: Низинне за 0,3 км на захід і Перепілкине за 4,5 км на південь. Відстань до райцентру — близько 14 кілометрів, там же найближча залізнична станція.

## Історія
Судячи з доступних історичних документів, поселення виникло на початку 1920-х років, оскільки вперше зустрічається в Списку населених пунктів Кримської АРСР за Всесоюзним переписом від 17 грудня 1926 року, як село Метюринівка в складі Камаджинської сільради Джанкойського району . З 1960 року — селище Митюрине.